# Diócesis de Rockhampton
La diócesis de Rockhampton (en latín: Dioecesis Rockhamptoniensis y en inglés: Roman Catholic Diocese of Rockhampton) es una circunscripción eclesiástica de la Iglesia católica en Australia. Se trata de una diócesis latina, sufragánea de la arquidiócesis de Brisbane. Desde el 10 de marzo de 2014 su obispo es Michael Fabian McCarthy.

## Territorio y organización
La diócesis tiene 415 000 km² y extiende su jurisdicción sobre los fieles católicos de rito latino residentes en la parte central del estado de Queensland, desde Bundaberg en el sur hasta Mackay en el norte y al oeste hasta la frontera con el Territorio del Norte.
La sede de la diócesis se encuentra en la ciudad de Rockhampton, en donde se halla la Catedral de San José.
En 2022 en la diócesis existían 31 parroquias agrupadas en 5 regiones: Central Highlands, Central, Northern, Southern y Central West.

## Historia
La diócesis fue erigida el 29 de diciembre de 1882 mediante el breve Humillitati nostrae del papa León XIII, obteniendo el territorio de la diócesis de Brisbane (hoy arquidiócesis).
Originalmente sufragánea de la arquidiócesis de Sídney, el 10 de mayo de 1887 pasó a formar parte de la provincia eclesiástica de la arquidiócesis de Brisbane.
El 28 de mayo de 1929, mediante la bula Christiano nomini del papa Pío XI, se expandió hacia el sur hasta los 25º de latitud sur, territorios que hasta entonces pertenecían a la arquidiócesis de Brisbane.
El 12 de febrero de 1930 cedió una parte de su territorio para la erección de la diócesis de Townsville mediante la bula Ecclesiarum in orbe del papa Pío XI.

## Estadísticas
Según el Anuario Pontificio 2023 la diócesis tenía a fines de 2022 un total de 117 230 fieles bautizados. 
| Año                                                                             | Población            | Población | Población      | Sacerdotes | Sacerdotes    | Sacerdotes    | Bautizados por sacerdote | Diáconos permanentes | Religiosos | Religiosos | Parroquias |
| Año                                                                             | Bautizados católicos | Total     | % de católicos | Total      | Clero secular | Clero regular | Bautizados por sacerdote | Diáconos permanentes | Varones    | Mujeres    | Parroquias |
| ------------------------------------------------------------------------------- | -------------------- | --------- | -------------- | ---------- | ------------- | ------------- | ------------------------ | -------------------- | ---------- | ---------- | ---------- |
| 1949                                                                            | 25 000               | 141 000   | 17.7           | 68         | 61            | 7             | 367                      |                      | 25         | 324        | 34         |
| 1966                                                                            | 46 000               | 190 350   | 24.2           | 83         | 77            | 6             | 554                      |                      | 42         | 326        | 37         |
| 1970                                                                            | 49 100               | 229 000   | 21.4           | 73         | 67            | 6             | 672                      |                      | 44         | 329        | 37         |
| 1980                                                                            | 57 700               | 261 000   | 22.1           | 72         | 65            | 7             | 801                      |                      | 49         | 263        | 40         |
| 1990                                                                            | 74 000               | 306 000   | 24.2           | 59         | 53            | 6             | 1254                     | 1                    | 25         | 219        | 36         |
| 1999                                                                            | 94 500               | 240 500   | 39.3           | 57         | 51            | 6             | 1657                     |                      | 22         | 141        | 39         |
| 2000                                                                            | 93 891               | 365 270   | 25.7           | 45         | 40            | 5             | 2086                     |                      | 19         | 127        | 39         |
| 2001                                                                            | 94 063               | 366 428   | 25.7           | 43         | 37            | 6             | 2187                     |                      | 20         | 122        | 39         |
| 2002                                                                            | 94 063               | 366 428   | 25.7           | 42         | 36            | 6             | 2239                     |                      | 18         | 113        | 39         |
| 2003                                                                            | 94 500               | 367 000   | 25.7           | 43         | 36            | 7             | 2197                     |                      | 19         | 113        | 39         |
| 2004                                                                            | 95 000               | 372 000   | 25.5           | 44         | 36            | 8             | 2159                     |                      | 19         | 122        | 39         |
| 2010                                                                            | 99 744               | 399 673   | 25.0           | 43         | 35            | 8             | 2319                     | 1                    | 20         | 104        | 31         |
| 2014                                                                            | 108 100              | 435 100   | 24.8           | 43         | 30            | 13            | 2513                     |                      | 19         | 93         | 31         |
| 2017                                                                            | 109 000              | 439 860   | 24.8           | 40         | 25            | 15            | 2725                     |                      | 19         | 73         | 31         |
| 2020                                                                            | 113 900              | 459 670   | 24.8           | 38         | 28            | 10            | 2997                     |                      | 13         | 72         | 31         |
| 2022                                                                            | 117 230              | 473 000   | 24.8           | 37         | 30            | 7             | 3168                     |                      | 10         | 66         | 31         |
| Fuente: Catholic-Hierarchy, que a su vez toma los datos del Anuario Pontificio. |                      |           |                |            |               |               |                          |                      |            |            |            |

## Episcopologio
- Giovanni Cani † (3 de enero de 1882-3 de marzo de 1898 falleció)
- Joseph Higgins † (4 de mayo de 1899-3 de marzo de 1905 nombrado obispo de Ballarat)
- James Duhig † (16 de septiembre de 1905-27 de febrero de 1912 nombrado arzobispo coadjutor de Brisbane[nota 2])
- Joseph Shiel † (19 de agosto de 1912-7 de abril de 1931 falleció)
- Romuald Denis Hayes, S.S.C.M.E. † (12 de enero de 1932-25 de octubre de 1945 falleció)
- Andrew Gerard Tynan † (14 de marzo de 1946-3 de junio de 1960 falleció)
- Francis Roberts Rush † (7 de noviembre de 1960-5 de marzo de 1973 nombrado arzobispo de Brisbane)
- Bernard Joseph Wallace † (24 de enero de 1974-8 de mayo de 1990 renunció)
- Brian Heenan (23 de julio de 1991-1 de octubre de 2013 retirado)
- Michael Fabian McCarthy, desde el 10 de marzo de 2014